# Beth Ditto
Beth Ditto, właśc. Mary Beth Patterson (ur. 19 lutego 1981 w Searcy w stanie Arkansas, USA) – wokalistka zespołu Gossip, grającego indie rock. 

## Życiorys
Zaprojektowała ubrania dla marki Evans, które od 9 lipca 2009 są dostępne w brytyjskich sklepach oraz przez Internet. W 2008 Ditto dostała propozycję zaprojektowania linii ubrań dla Topshopu, jednak odrzuciła ją, uznając, że rozmiarówka tej marki lekceważy klientki o bujniejszych kształtach. W lutym 2009 zdjęcie Beth Ditto znalazło się na okładce magazynu Love.
Deklaruje się jako lesbijka, feministka i ateistka.

## Dyskografia
| Beth Ditto EP               | - Data: 4 marca 2011 - Wydawca: Deconstruction    | 45 | 86 | 78 | 67 |
| Fake Sugar                  | - Data: 16 czerwca 2017 - Wydawca: Virgin Records |    | 89 |    |    |
| "—" album nie był notowany. |                                                   |    |    |    |    |

## Single
| Tytuł              | Rok  | Album                    |
| ------------------ | ---- | ------------------------ |
| "Temptation"       | 2008 | wydawnictwo charytatywne |
| "I Wrote The Book" | 2011 | Beth Ditto EP            |
| "Fire"             | 2017 | Fake Sugar               |